# Macrolobium urupaense
Macrolobium urupaense är en ärtväxtart som beskrevs av Frederico Carlos Hoehne. Macrolobium urupaense ingår i släktet Macrolobium och familjen ärtväxter. Inga underarter finns listade i Catalogue of Life.